# Grantorp

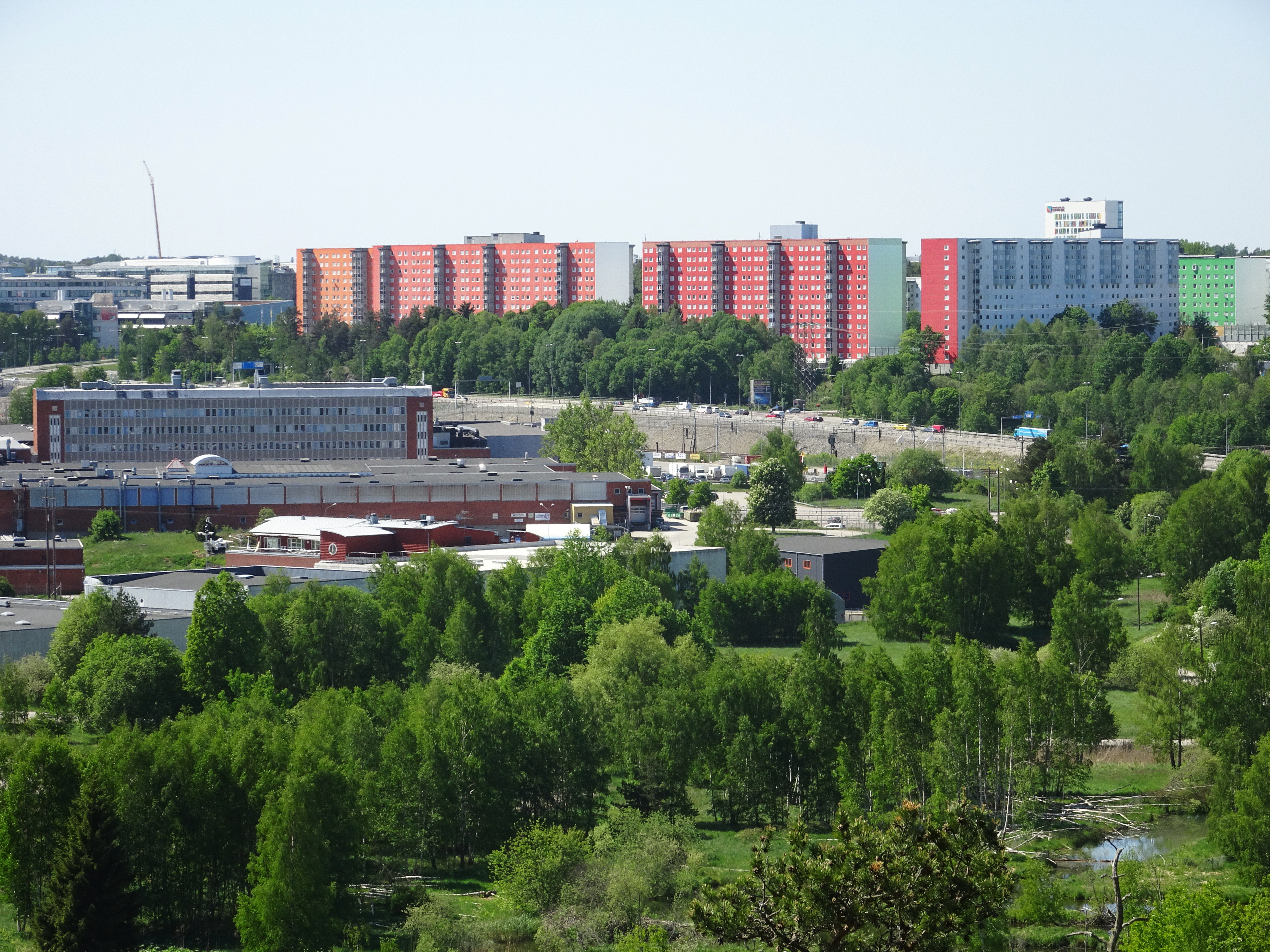
Grantorps färgglada bostadshus, vy från Solgårds fornborg, i bildmitt syns Flemingsbergs industriområde och längst fram Flemingsbergsvikens våtmarksanläggning, maj 2018.

Grantorp (äldre benämning Västra Flemingsberg) är ett bostadsområde i kommundelen Flemingsberg i Huddinge kommun. De färgglada höghusen som uppfördes i början av 1970-talet inom ramen för miljonprogrammet har blivit ett välkänt inslag i Flemingsbergs stadsbild och klassas av kommunen som "särskilt värdefull kulturmiljö".

## Namnet
Grantorp var namnet på ett torp som låg ungefär där Huddinge sjukhus uppfördes på 1960-talets slut och 1970-talets början. I 1545 års jordebok skrevs det Granhambertorp som var ett dagsverkstorp under Flemingsbergs gård. 1688 skulle torparen och hans familj utföra 107 dagsverken om året för gården. Huddinge sjukhus och Grantorps bostadshus byggdes till stora delar på torpets mark.

## Bebyggelsehistorik

### Allmänt

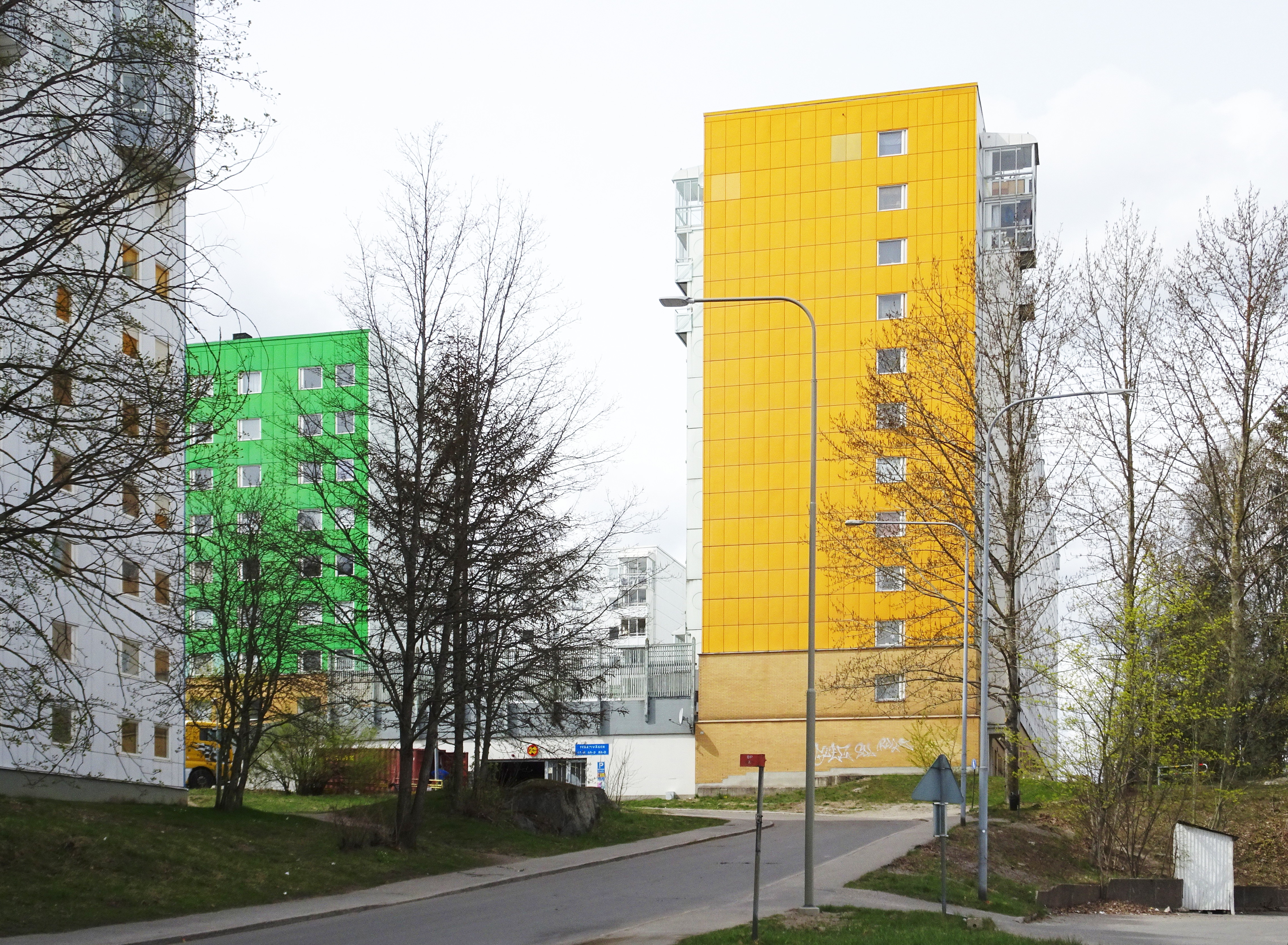
Terapivägen, rakt fram Vårdaren 2.

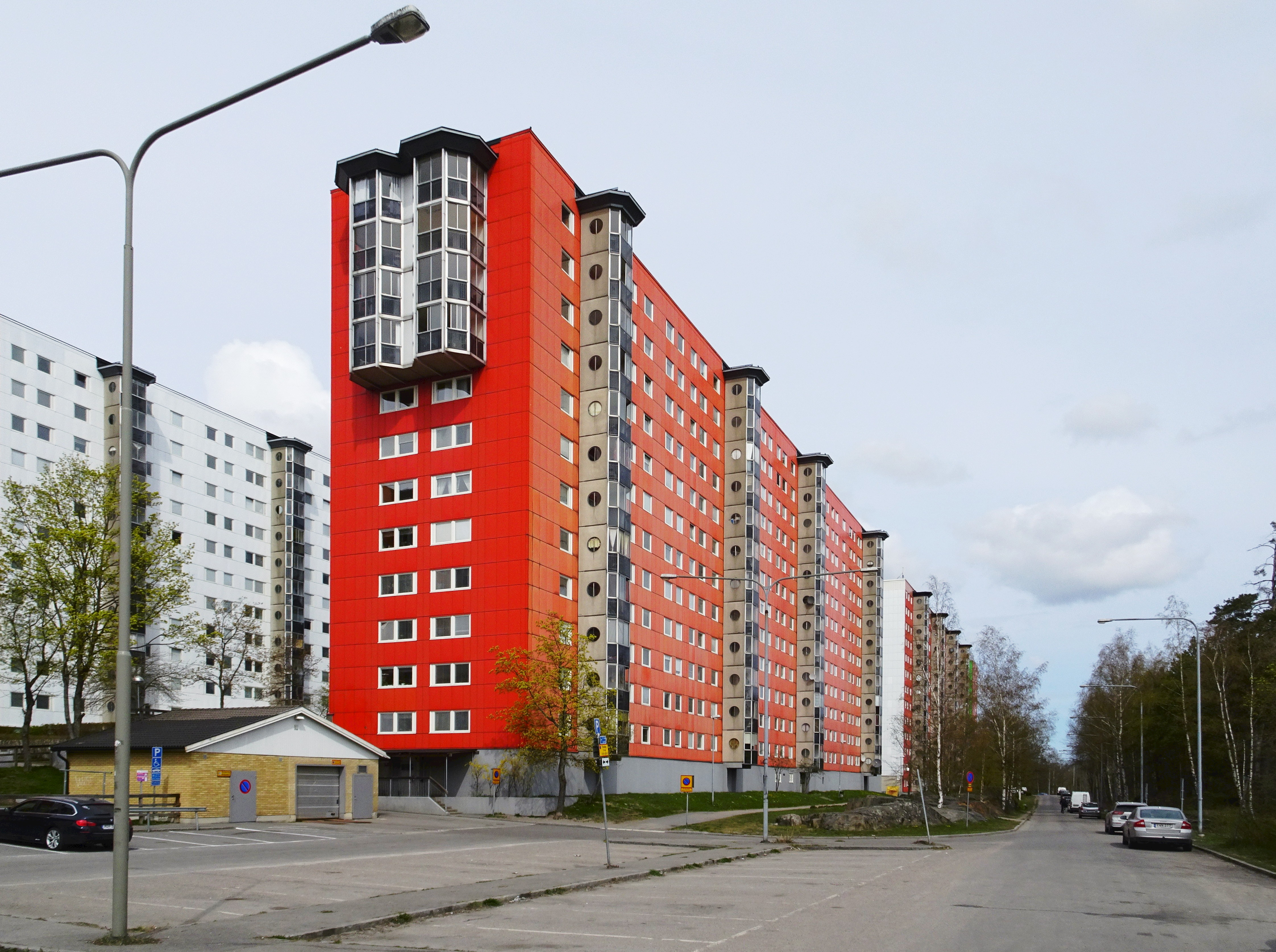
Terapivägen norrut, närmast Vårdaren 8.

Grantorps bostadsområde planerades samtidigt med Huddinge sjukhus. Stockholms läns landsting behövde bostäder för sjukhusets personal och ansvarade för exploateringen av området. Planarbetet med stadsplanen för Grantorpsområdet började redan 1964 och vann laga kraft i maj 1972. Planen hade utarbetats av Matell & Nordström arkitektkontor genom arkitekt Hans Matell. I den föreslogs att den nya bebyggelsen skulle samlas på norra och östra sidan av en höjdplatå med mellan 60 och 70 meter över havet och belägen nordost om sjukhuskomplexet. Planområdet omfattade en areal om cirka 24 hektar.
Bebyggelsen skulle liksom omfamna ett vackert, sammanhängande och delvis skogbevuxet naturområde som skulle bevaras i naturligt skick och tjäna till rekreation och lek. Kvarter och lokalgator fick hälsorelaterade namn som Medicinaren, Kirurgen och Vårdaren respektive Diagnosvägen, Ortopedvägen och Terapivägen. Området planerades för fullständig trafikseparering och samtliga parkeringsplatser förlades under innergårdarna. I kvarteret Kuratorn, vid infarten från Flemingsbergsleden, lämnades plats för en bensinstation (idag Preem). Längst i söder avsattes ett område för "allmänt ändamål", här skulle en närbutik och en barnstuga byggas vilka dock aldrig kom på plats.

### Detaljplanering
Enligt stadsplanen skulle det nya bostadsområde inrymma mellan 2 300 och 2 400 lägenheter. En fjärdedel därav skulle utgöras av specialbostäder som avsågs hyras i möblerat skick av personal och studerande vid Huddinge sjukhus. Totalt antal rumsenheter skulle vara 7 520. En exakt fördelningsplan fastställdes redan i stadsplanen.
- 5 rum och kök: 3%
- 4 rum och kök: 10%
- 2½ - 3 rum och kök: 40%
- 2 rum och kök: 32%
- 1 rum och kök: 15%

I anslutning till bostäderna planerades rikligt med kompletterande lokaler för samvaro, lek, hobby, motion och rekreation. Varje entré- och lekgård fick även ett gårdshus med gemensamhetslokal, klubbrum, pentry, toaletter, bastu och liknade. Själva lekgårdarna utrustades med lekredskap, sittplatser, planteringar och pergolor. Stadsplanen poängterade särskild att ”gårdsrummens behandling och möblering ingår som ett väsentligt led i närmiljöuppbyggnaden”.

### Genomförande

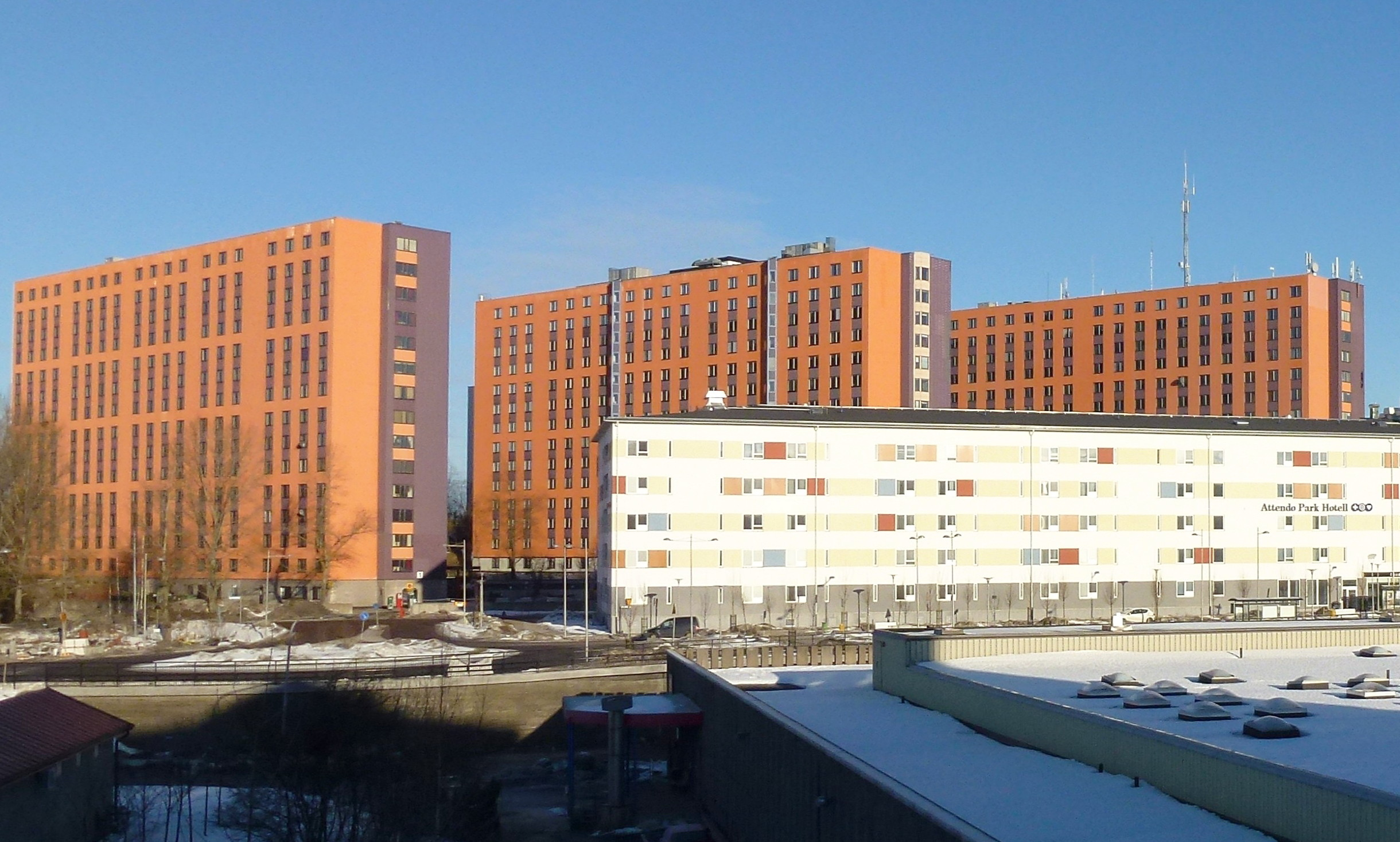
Lamellhusen i kvarteret Medicinaren.

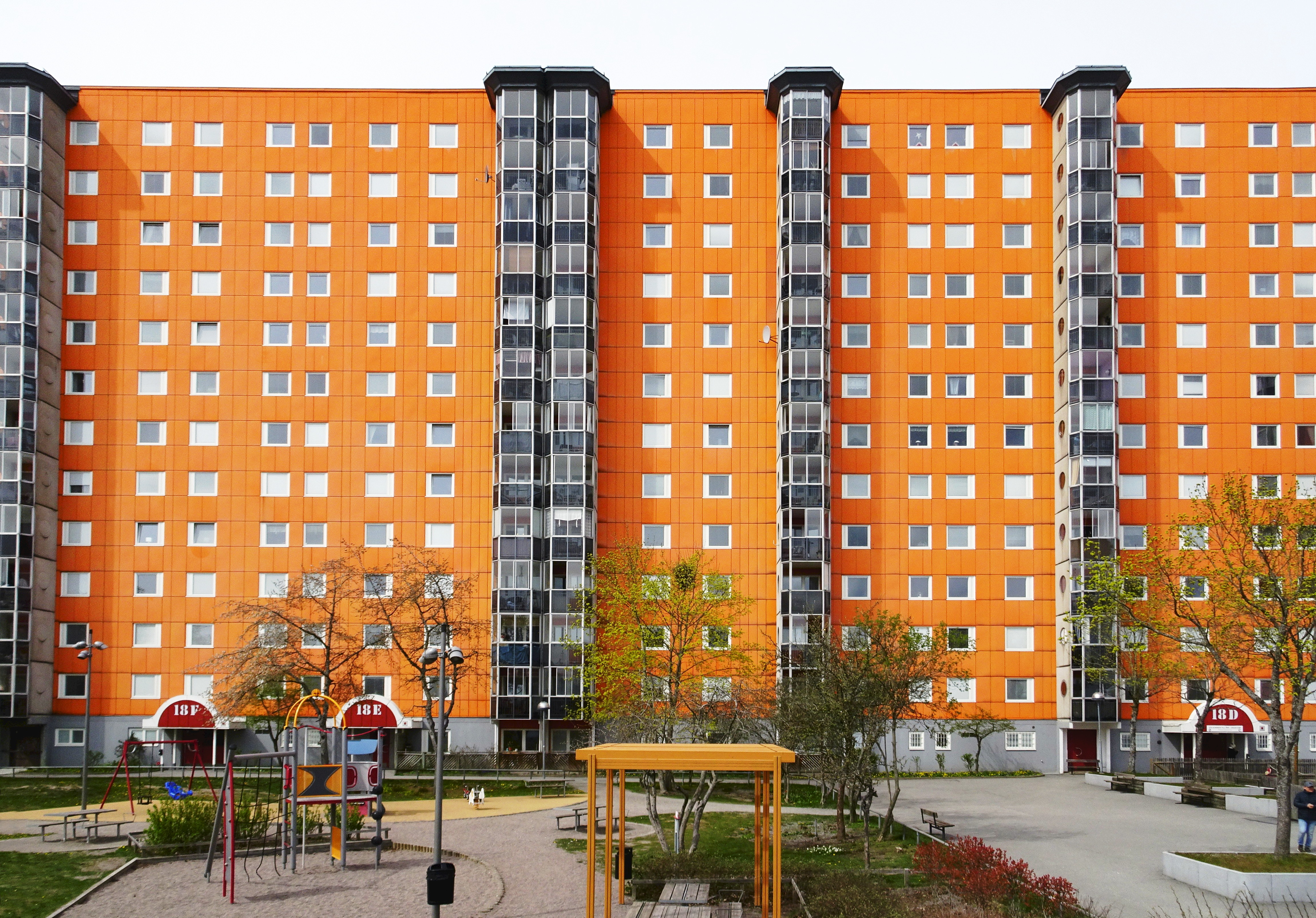
Fasad fastigheten Vårdaren 9.

Projektet blev föremål för en arkitekttävling som utlystes 1970. Hushöjder och totala våningsytor diskuterades och bedömdes i olika planeringsfaser. En dispositionsplan antogs slutligen. Den hade upprättats av arkitektkontoret EGÅ (Jan Ericson, Torgny Gynnerstedt och Bengt Ågren).
För att snabbt få tillgång till lägenheter för sjukhuspersonalen byggdes tre 15 våningar höga lamellhus i kvarteret Medicinaren längst i väster vid dagens Flemingsberg centrum. EGÅ stod för ritningarna och färgsatte även fasaderna i lila och orange. Konstruktör var Arne Johnson Ingenjörsbyrå, byggherre var Stiftelsen Flemingsbergs Bostäder och John Mattson byggde. Lamellhusen i kvarteret Medicinaren blev inflyttningsklara 1971 och innehöll huvudsakligen smålägenheter om ett rum med kokvrå.
I nästa etapp planerades och byggdes bostadshusen i kvarteren Kirurgen och Vårdaren. Svårigheten var att bygga ett i förväg exakt bestämt antal lägenheter på en begränsad yta. Arkitekt Hans Matell föreslog ett mindre antal höga hus istället för flera lägre. På det viset kunde man spara värdefull natur. För att erhålla en lugn och samlad stadsbild placerades de högsta husen på platåns lägre nivåer och de lägsta husen högst upp i terrängen. 
Grantorps bebyggelse uppfördes enligt ett byggsystem med prefabricerade betongelement vilket rationaliserade och effektiviserade byggandet. Man tillämpade delvis en ny metod som innebar att man göt element som tunnlar där två väggar och golv utfördes sammanhängande, istället för ett element i taget. Metoden rönte stor internationell uppmärksamhet bland fackfolk. Totalt uppfördes 18 lamellhus i 8, 11, 12 och 14 våningar. 
Matell & Nordström arkitektkontor (genom Hans Matell) stod för utformningen och AB Armerad Betong konstruerade och byggde. Husens fasader kläddes med lackerade aluminiumkassetter som färgsattes i klara färger av konstnären Gert Marcus. Kulörerna och placering på husen studerades noga, man tog hänsyn till byggnadernas läge i naturen och i relation till varandra. Meningen var att varje husgrupp skulle få en egen identitet när man promenerade genom bebyggelsen. Med tiden fick hela området en egen identitet genom sin ovanliga färgsättning och sitt höga läge. Grantorps bostadshus syns på långt håll från Huddingevägen och östra Flemingsberg.

## Husens vidare öden
Området fick dåligt rykte och utsattes för kritik som ett av de mest storskaliga miljonprogramshusen. Bebyggelsen slets tidigt. I slutet av 1980-talet upprustades Grantorp. Entréerna byggdes om, socklarna kläddes med gult fasadtegel och de flesta balkongerna blev inglasade. I kvarteret Kirurgen tillbyggdes husens gavlar även med terrasshus. 
Tack vare Campus Flemingsberg med bland annat forskare och studenter från Karolinska institutet, Kungliga Tekniska högskolan, Södertörns högskola, Röda Korsets högskola och Stockholms musikpedagogiska institut har ryktet förbättrats. De flesta bostäder är hyresrätter ägda av Huge Bostäder, några ägs av HSB och upplåts som bostadsrätter. En del av smålägenheterna i kvarteret Medicinaren omgjordes i slutet av 1990-talet till studentbostäder av Stiftelsen Stockholms studentbostäder.
Enligt kommunen är Grantorp en "tydlig och bevarad representant av det sena miljonprogrammets storskaliga bebyggelse". Området har som helhet ett "mycket högt
kulturhistoriskt värde" och tidens stadsplaneideal är "tydligt läsbart".

## Bilder

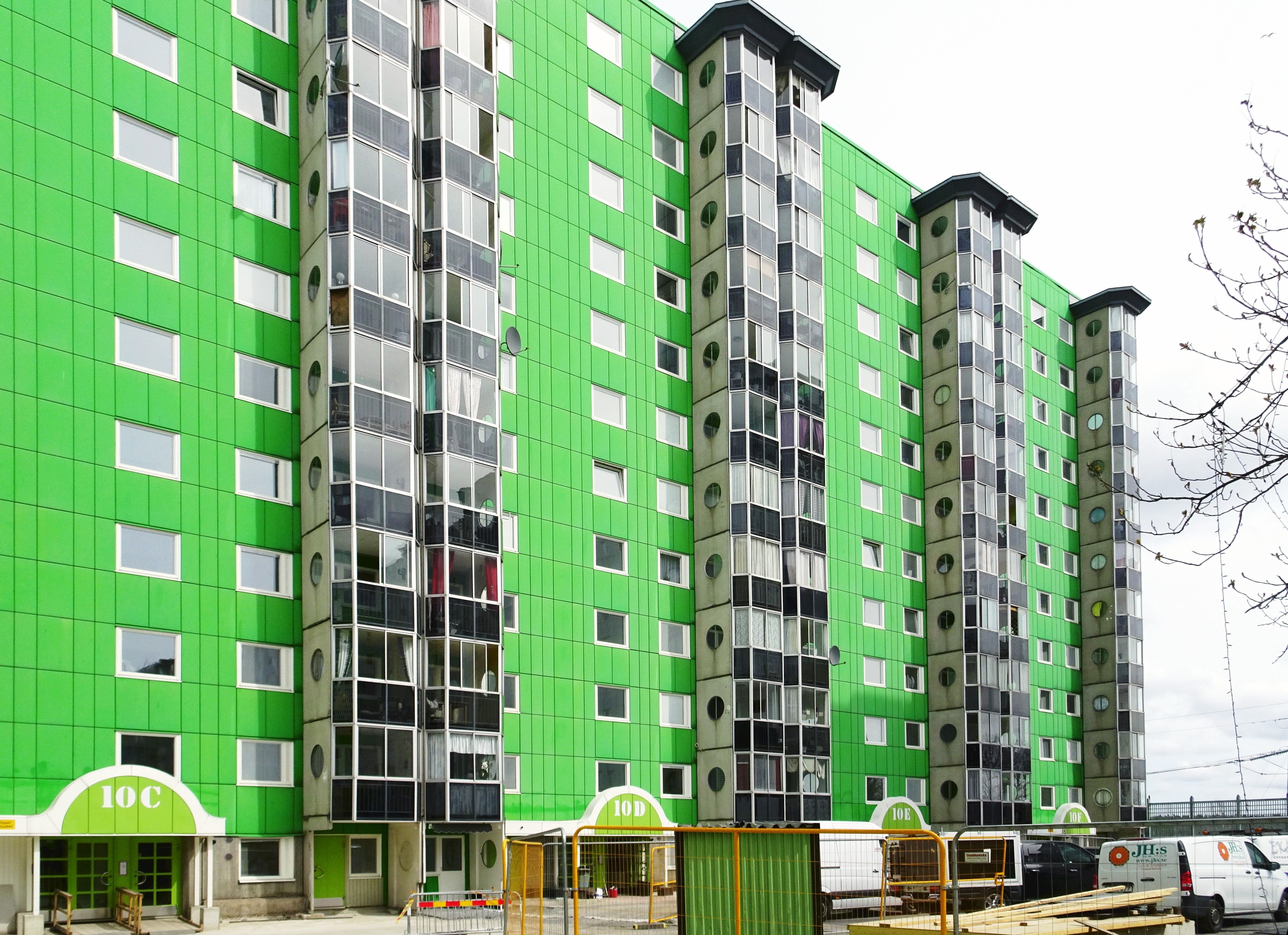
Vårdaren 5
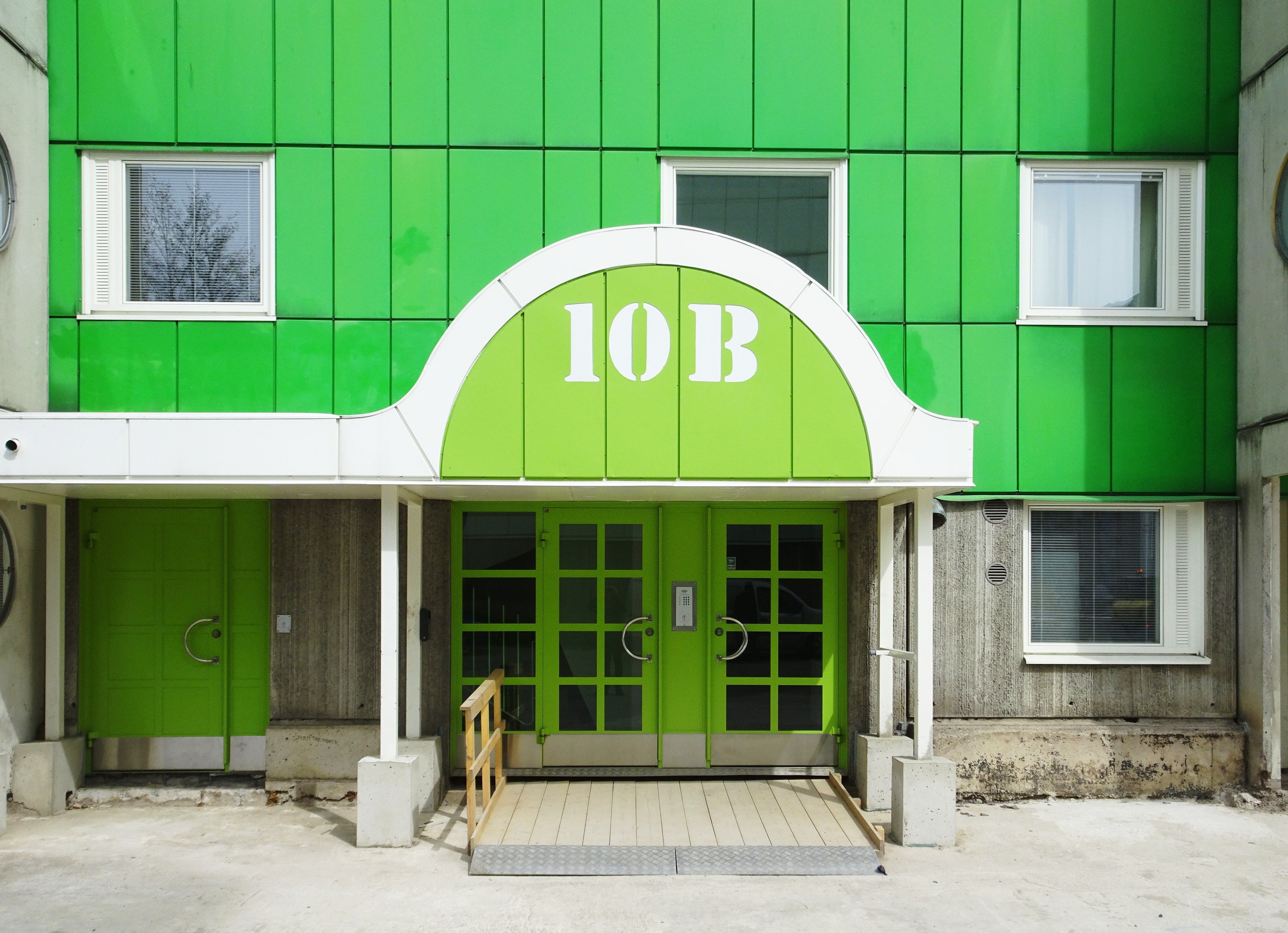
Vårdaren 5, entré 10B
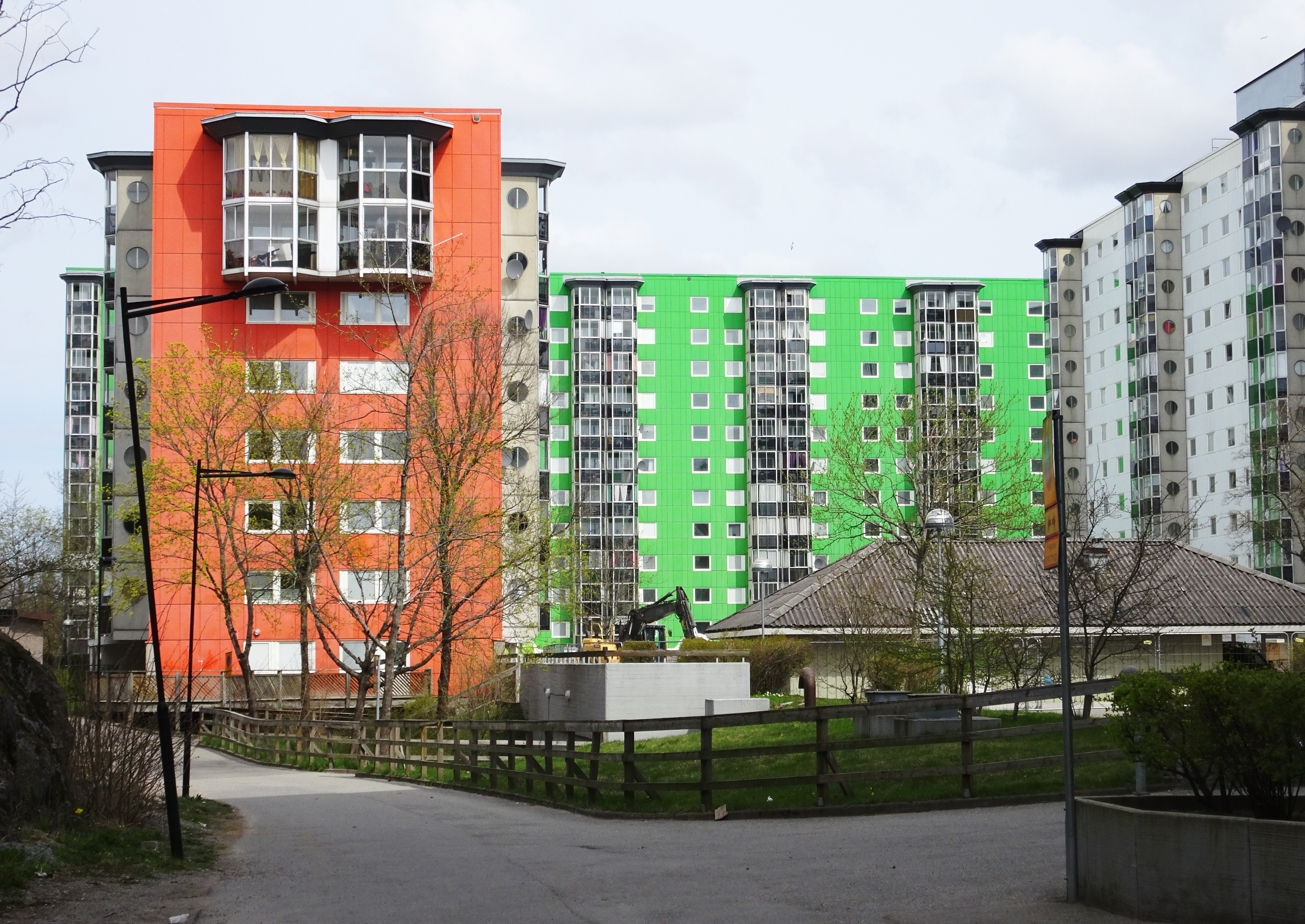
Vårdaren 6, 5 och 7
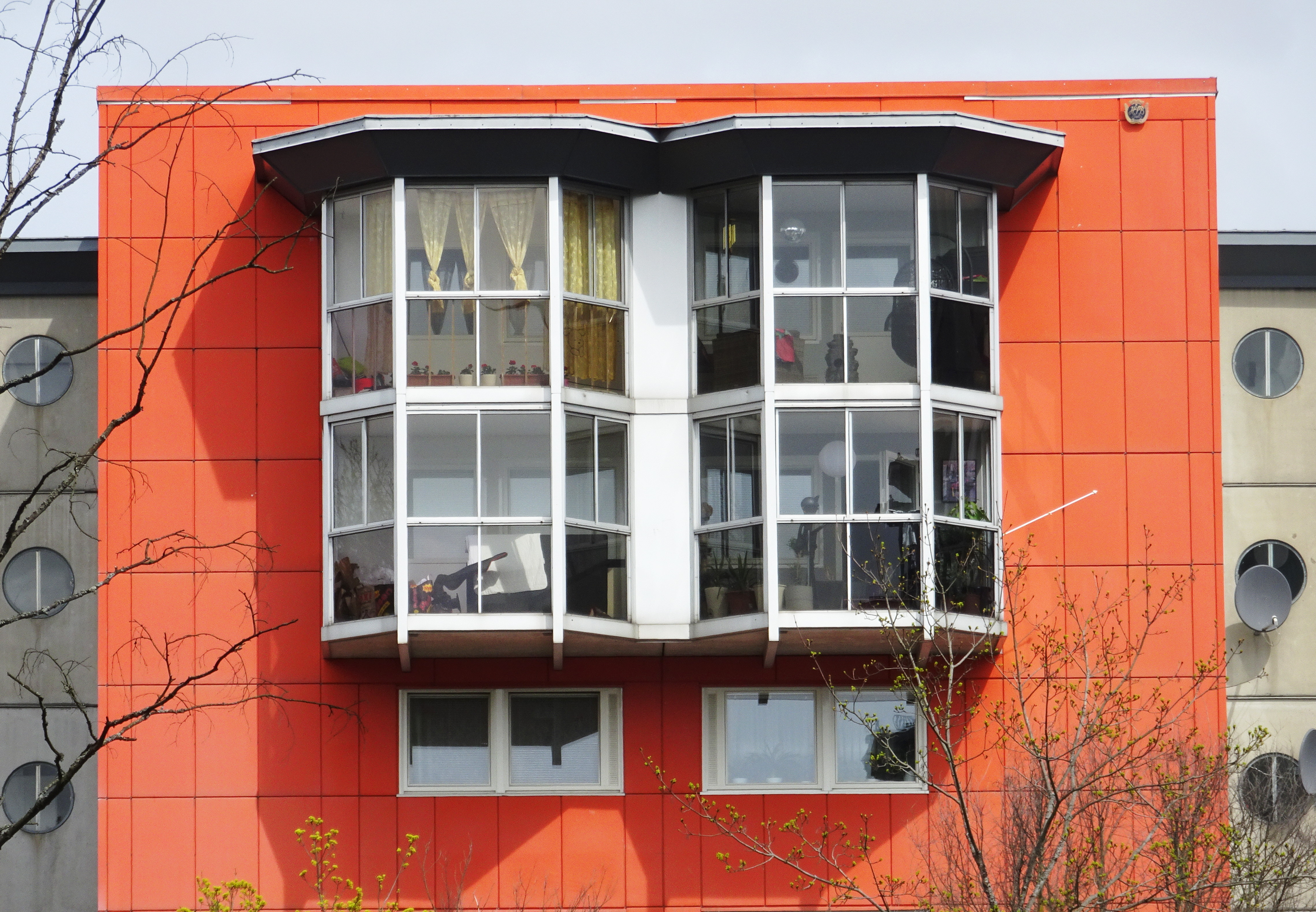
Vårdaren 6, balkonger
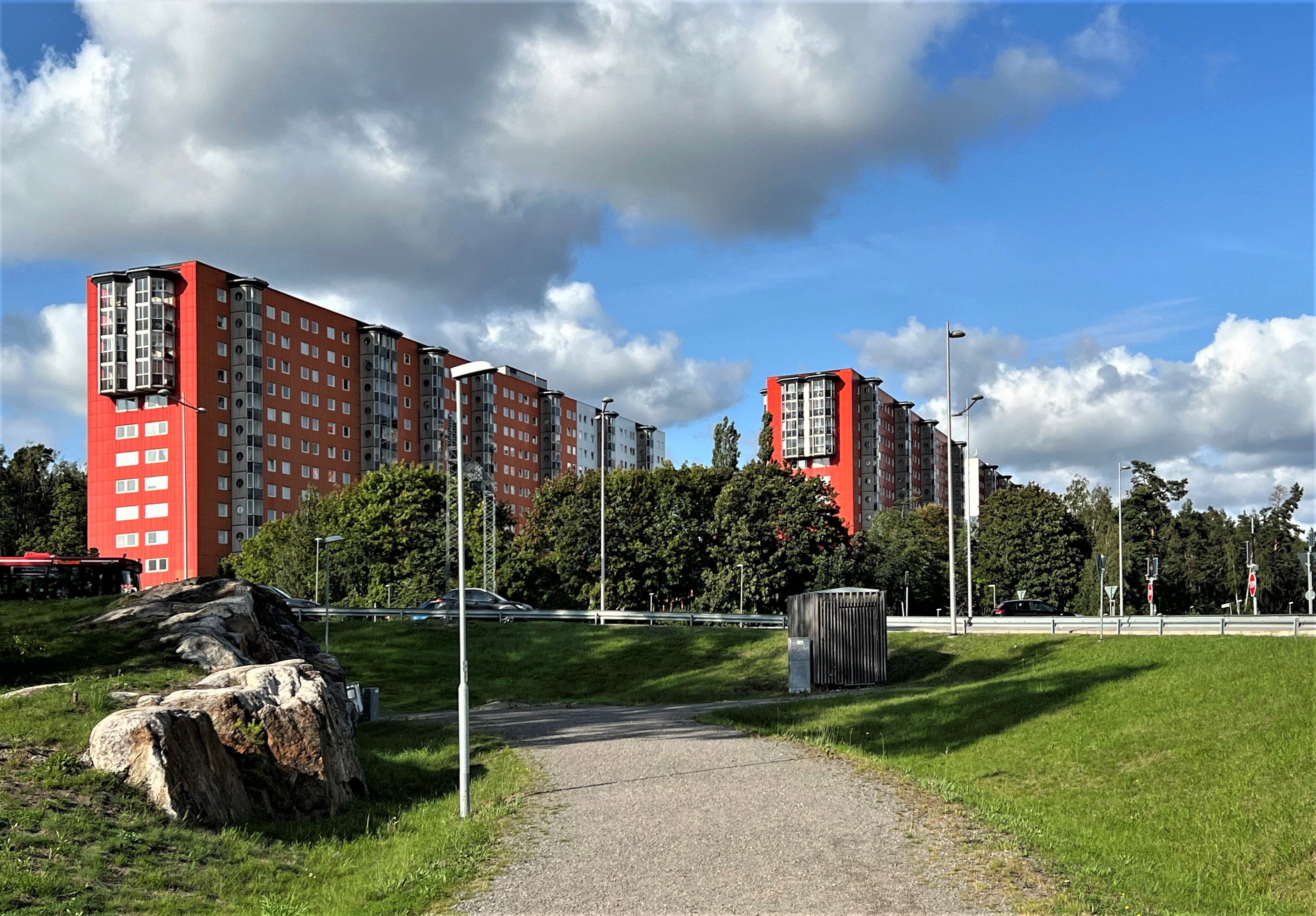
Vy mot husen från Björnkullavägen nära Flemingsbergs station

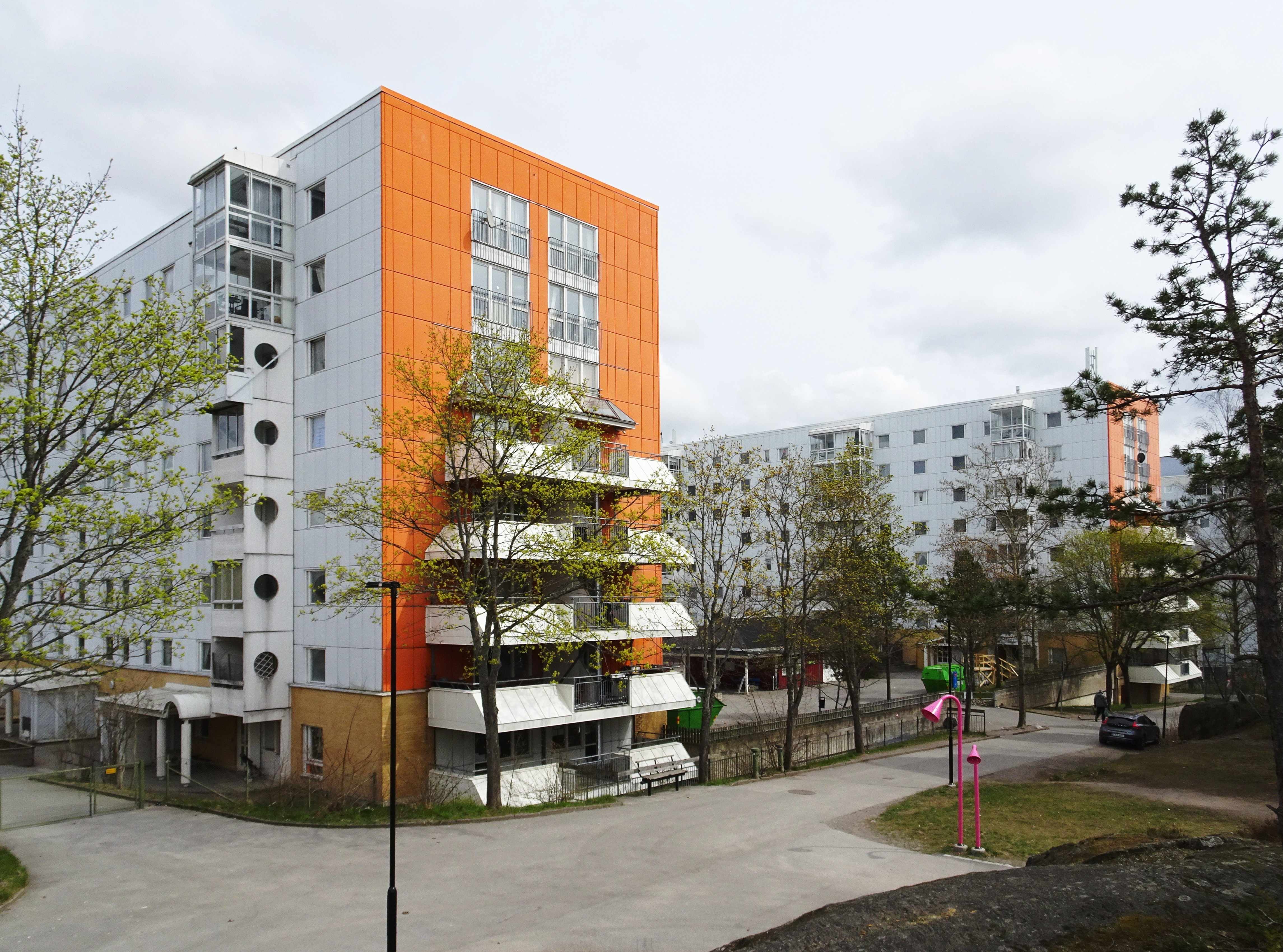
Vårdaren 3 och 4
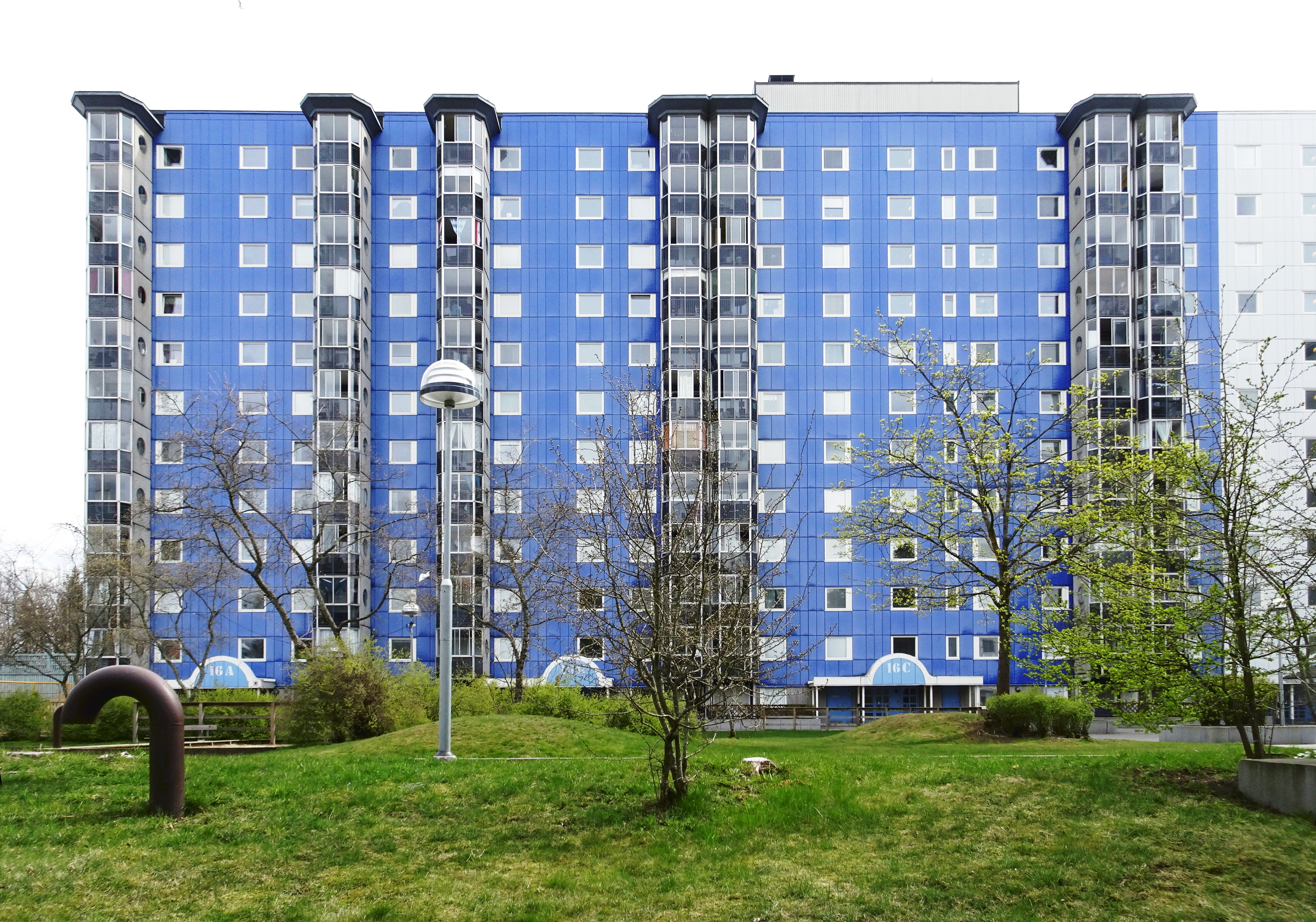
Vårdaren 8
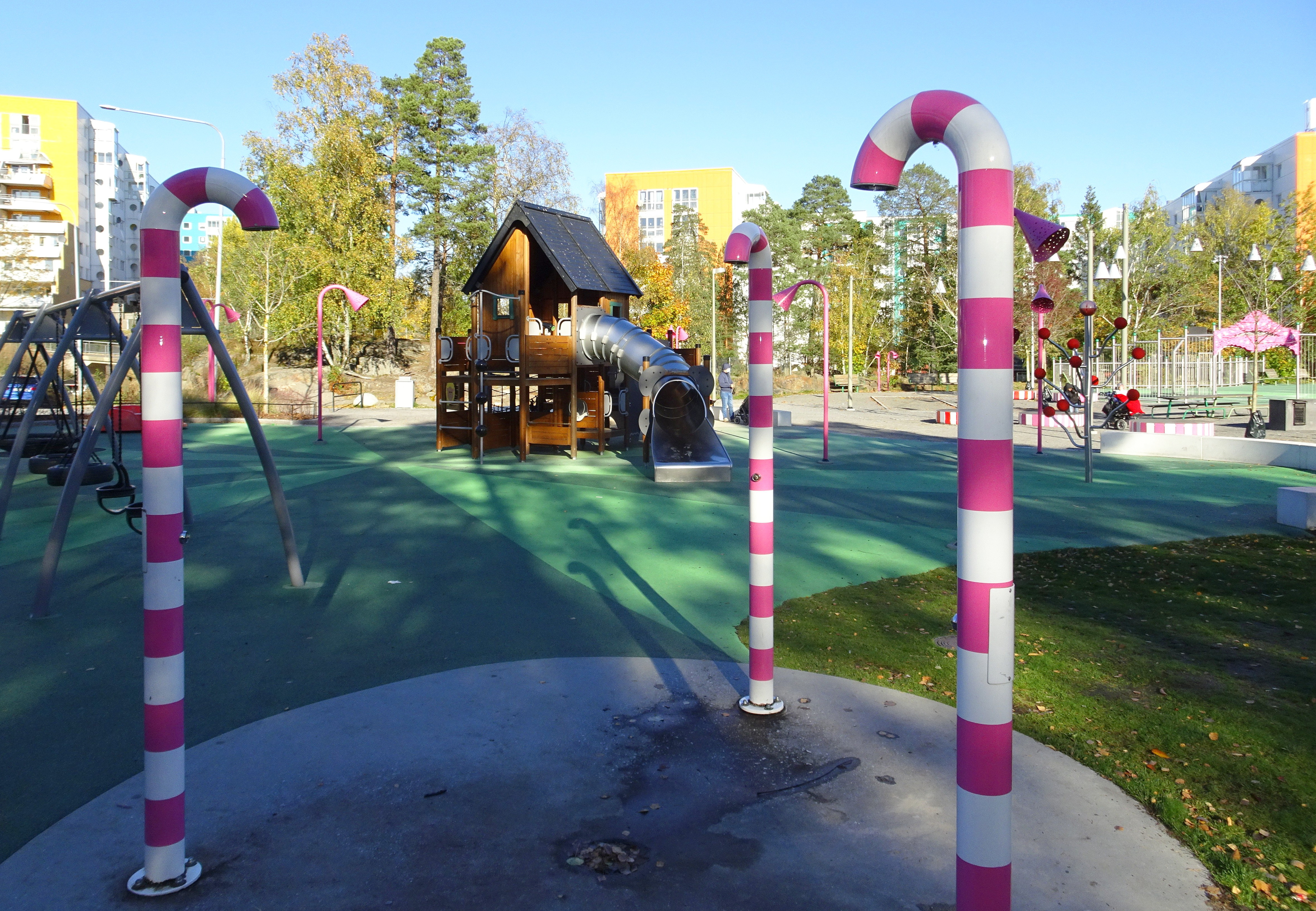
Flemingsbergsparken
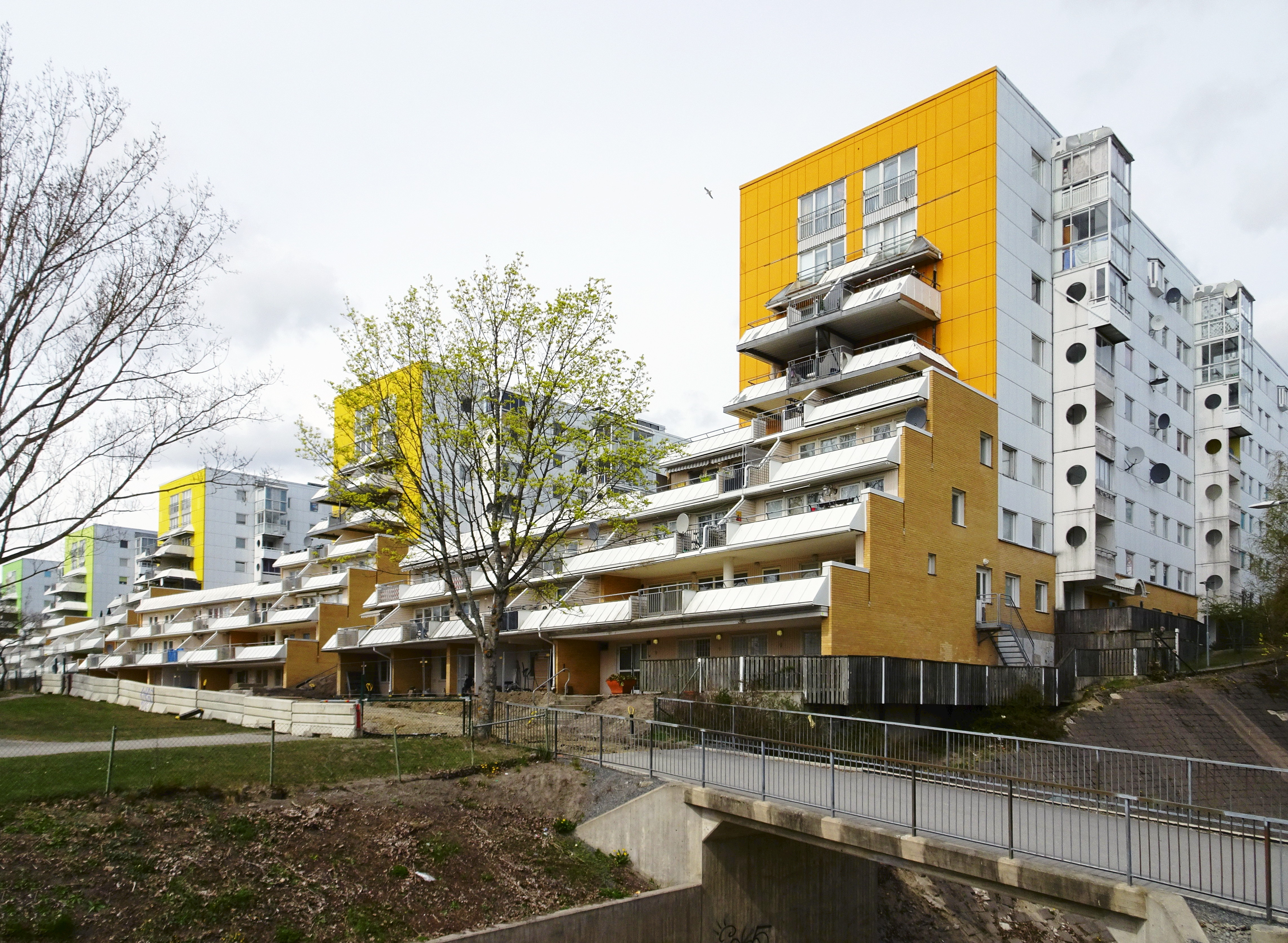
Kirurgen 10, tillbyggt terrasshus